# Beczkowski Potok
Beczkowski Potok (cz. Bečkovský potok) – potok w południowo-zachodniej Polsce, w południowej części Gór Kruczych, w Sudetach Środkowych.
Potok ma źródła na wysokości 670-700 m n.p.m. Przekracza granicę na wys. około 500 m n.p.m. i płynie do ujścia do potoku Szkło w miejscowości Okrzeszyn.